# Kümbet
Kümbet is een dorp in het Turks district  Ortaköy in de provincie Aksaray. Het dorp ligt ongeveer 17 km ten westen van de stad Ortaköy en 60 km ten noordwesten van de stad Aksaray.

## Bevolking
Op 31 december 2021 telde het dorp Kümbet 712 inwoners, een daling van 94 personen (-11,66%) ten opzichte van 806 inwoners in 2020. De geslachtsverhouding is als volgt: van de 712 inwoners in 2021 waren er 337 man en 375 vrouw. In het dorp wonen grotendeels Alevitische (Abdal) Turken. Het is het enige dorp in Ortaköy met een Alevitische bevolkingsmeerderheid.
| Jaar     | 1935 | 1940 | 1950 | 1970 | 2000 | 2010  | 2015 | 2021 |
| -------- | ---- | ---- | ---- | ---- | ---- | ----- | ---- | ---- |
| Inwoners | 183  | 245  | 360  | 615  | 849  | 1.071 | 976  | 712  |